# Joachim Wörmsdorf
Joachim Wörmsdorf (* 9. Dezember 1939 in Breslau) ist ein deutscher Schauspieler.

## Leben
Wörmsdorf wuchs in Heidelberg auf. Nach dem Abitur nahm er Ballett- und Schauspielunterricht in Berlin und München. Dabei besuchte er die Deutsche Film- und Fernsehakademie Berlin. 
Er spielte an verschiedenen Bühnen, darunter 1972/73 am Landestheater Niedersachsen,  1976/77 am Landestheater Detmold und 1984/85 am Blutenburg-Theater in München. Beim Fernsehen trat er unter anderem wiederholt in den filmischen Rekonstruktionen der Fernsehreihe Aktenzeichen XY … ungelöst auf.

## Filmografie (Auswahl)
- 1983: Verkehrsgericht: Kleiner Blechschaden mit großen Folgen
- 1989: SOKO München: Ware aus Fernost
- 1993: Amok
- 1997: Atempause (La tregua)
- 1998: Zugriff: Sportsfreunde
- 2003–2004: Marienhof